# Les Salles-du-Gardon
Les Salles-du-Gardon é uma comuna francesa na região administrativa de Occitânia, no departamento de Gard. Estende-se por uma área de 21,09 km². Em 2010 a comuna tinha 2 624 habitantes (densidade: 124,4 hab./km²).